# Альваренга, Гидо
Гидо Вергилио Альваренга Таварес (исп. Guido Virgilio Alvarenga Torales; 24 августа 1970, Тегусигальпа, Парагвай) — парагвайский футболист, полузащитник известный по выступлениям за «Серро Портеньо» и сборную Парагвая. Участник Олимпийских игр 1992 года в Барселоне, а также Чемпионата мира в Японии и Южной Корее.

## Клубная карьера
Альваренга начал карьеру в 1989 году в «Серро Портеньо». В 1991 году он переехал в Аргентину, где выступал сначала за «Депортиво Мандиуй», а затем в «Банфилде». В 1997 году Гвидо немного поиграл за перуанский «Университарио» и вскоре вернулся в «Серро Портеньо». В 2000 году он на правах аренды выступал за японский «Кавасаки Фронтале». После ухода их «Портеньо» в 2001 году Альваренга непродолжительное время выступал за мексиканский «Леон» и «Либертад». В 2003 году Гидо перешёл в «Олимпию», в составе которой в том же году выиграл свой единственный трофей — Рекопа Южной Америки. В 2006 году он завершил карьеру футболиста.

## Международная карьера
В 1992 году Альваренга принял участие в Олимпийских играх в Барселоне. В 1995 году он дебютировал за сборную Парагвая. В 1991 году Гвидо впервые поехал на Кубок Америки, но на поле так и не вышел. Через восемь лет ему удалось дебютировать на турнире. В 2001 году он в третий раз принял участие в Кубке Америки. На турнире он сыграл в поединках против сборных Перу, Мексики и Бразилии. В поединке против бразильцев он забил гол за национальную команду.
В 2002 году Альвренга попал в заявку на Чемпионат мира в Японии и Южной Корее. На турнире он сыграл в поединках против сборных Словении и ЮАР.

## Достижения
Командные
 «Олимпия»
- Обладатель Рекопа Южной Америки — 2003